# Музей разводов
Музей разводов, Музей разорванных отношений (хорв. Muzej Prekinutih Veza) — оригинальный специализированный музей в городе Загребе, в котором собраны свидетельства утраченной любви и разорванных личных отношений. В 2011 году музей был отмечен специальной премией «Европейский музей года».

## История
Музей возник из-за частной драмы развода двух загребских художников Олинки Виштицы (Olinka Vištica) и её тогдашнего партнера Дражена Грубишича (Dražen Grubišić). Бывшая пара решила сохранить некоторые свидетельства прошлых счастливых времен в каком-то определённом месте. Со временем коллекция увеличилась за счёт новых экспонатов других бывших пар. Экспонаты, символизирующие прежнюю любовь или разорванные отношения между партнёрами, были присланы из самых отдалённых уголков мира. Часто экспонаты имеют несколько трагикомический характер, представляя нереализованные желания, мечты и «доказательства» искренней любви. Каждый экспонат имеет в музее свою историю, описанную в децентном стиле на английском и хорватском языках.
С августа 2007 года коллекция демонстрировалась в рамках переездной выставки, с успехом посетила целый ряд стран: Сербия, Македония, Босния и Герцеговина, Германия, США, ЮАР. С ноября 2010 года музей расположился в городе Загребе.
21 мая 2011 года Музей разводов был отмечен специальной премией «Европейский музей года».